# Lobophytum crassum
Lobophytum crassum is een zachte koraalsoort uit de familie Alcyoniidae. De koraalsoort komt uit het geslacht Lobophytum. Lobophytum crassum werd in 1886 voor het eerst wetenschappelijk beschreven door von Marenzeller. 